# Anis Boussaïdi
Anis Boussaïdi (ur. 10 kwietnia 1981 w Bardau) – tunezyjski piłkarz grający na pozycji prawego obrońcy, reprezentant Tunezji.

## Kariera klubowa
Karierę piłkarską Boussaïdi rozpoczynał w klubach Stade Tunisien i ASK Kasserine. Potem wrócił do tego pierwszego i w jego barwach w 2001 roku zadebiutował w pierwszej lidze tunezyjskiej. W 2002 roku zdobył ze Stade Tunisien Puchar Ligi Tunezyjskiej oraz Arabski Puchar Zdobywców Pucharów, a w 2003 roku wywalczył mistrzostwo Tunezji.
Latem 2004 roku Boussaïdi wyjechał do Europy i został piłkarzem ukraińskiego Metałurha Donieck. W klubie tym spędził 3,5 roku i był jego podstawowym zawodnikiem. W końcu grudnia 2007 kupiony przez Arsenał Kijów, ale już na początku 2008 roku został wypożyczony do belgijskiego KV Mechelen, w którym zadebiutował 19 stycznia 2008 w meczu z Anderlechtem. W pierwszej lidze belgijskiej rozegrał 10 meczów i strzelił jednego gola.
Latem 2008 roku Tunezyjczyk odszedł do austriackiego Red Bull Salzburg. W klubie tym zadebiutował 9 lipca 2008 w spotkaniu z SV Mattersburg (6:0). W sezonie 2008/2009 był podstawowym zawodnikiem Red Bulla i wywalczył z nim swoje pierwsze w karierze mistrzostwo Austrii. Przed rozpoczęciem sezonu 2009/2010 doznał kontuzji mięśnia i został zastąpiony w składzie przez Szwajcara Christiana Schweglera. Grał jedynie w rezerwach Red Bulla.
W 2010 roku Boussaïdi przeszedł do PAOK-u Saloniki. W lidze greckiej zadebiutował 29 sierpnia w wygranym 3:2 domowym meczu z Panserraikosem. Na początku marca 2011 podpisał kontrakt z rosyjskim FK Rostów. 6 grudnia 2011 podpisał 2,5 letni kontrakt z ukraińską Tawriją Symferopol. Po rozformowaniu klubu w maju 2014 opuścił Krym.
| Sezon   | Klub                    | Kraj    | Rozgrywki              | Mecze | Bramki |
| ------- | ----------------------- | ------- | ---------------------- | ----- | ------ |
| 2001/02 | Stade Tunisien          | Tunezja | Championnat de Tunisie | ?     | ?      |
| 2002/03 | Stade Tunisien          | Tunezja | Championnat de Tunisie | ?     | ?      |
| 2003/04 | Stade Tunisien          | Tunezja | Championnat de Tunisie | ?     | ?      |
| 2004/05 | Metałurh Donieck        | Ukraina | Wyszcza Liha           | 17    | 1      |
| 2005/06 | Metałurh Donieck        | Ukraina | Wyszcza Liha           | 20    | 1      |
| 2006/07 | Metałurh Donieck        | Ukraina | Wyszcza Liha           | 20    | 0      |
| 2007/08 | Metałurh Donieck        | Ukraina | Wyszcza Liha           | 8     | 0      |
| 2007/08 | KV Mechelen             | Belgia  | Jupiler League         | 10    | 1      |
| 2008/09 | Red Bull Salzburg       | Austria | Bundesliga             | 28    | 1      |
| 2009/10 | Red Bull Salzburg amat. | Austria | 2. Bundesliga          | 4     | 2      |
| 2010/11 | PAOK FC                 | Grecja  | Alpha Ethniki          | 12    | 0      |
| 2011/12 | FK Rostów               | Rosja   | Priemjer-Liga          | 15    | 0      |
| 2011/12 | Tawrija Symferopol      | Ukraina | Premier-liha           | 9     | 0      |
| 2012/13 | Tawrija Symferopol      | Ukraina | Premier-liha           | 26    | 0      |
| 2013/14 | Tawrija Symferopol      | Ukraina | Premier-liha           | 21    | 2      |

## Kariera reprezentacyjna
W reprezentacji Tunezji Boussaïdi zadebiutował w 2002 roku. W 2004 roku wraz z olimpijską reprezentacją wziął udział w Letnich Igrzyskach Olimpijskich w Atenach.

## Sukcesy i odznaczenia
- mistrz Tunezji: 2003
- zdobywca Pucharu Ligi Tunezyjskiej: 2002
- zdobywca Arabskiego Pucharu Zdobywców Pucharów: 2002